# 朗根奥拉
朗根奥拉是德国图林根州的一个市镇。总面积22.64平方公里，总人口1462人，其中男性727人，女性735人（2011年12月31日），人口密度65人/平方公里。